# Rosa Amorós Bernadó
Rosa Amorós Bernadó (Barcelona, 1945) és una escultora i ceramista catalana.

## Trajectòria
Va realitzar els seus estudis a la Facultat de Belles Arts de la Universitat de Barcelona i a l'Escola Massana, on també va exercir com a professora entre el 1971 i el 2005. La seva activitat artística s'inicià amb la participació en el Premi Joan Miró dels anys 1967 i 1968.
A partir de 1976, René Metras s'interessà per la seva obra i així va començar un període de quinze anys d'exposicions continuades a la seva galeria de Barcelona. El 1987 participà a Art Triangle, un taller de treball dirigit per Anthony Caro a la Casa de la Caritat en què s'evidenciava una evolució de la seva obra, tant conceptual com formal. Aquesta evolució va quedar consolidada el 1991 amb les obres realitzades per a l'International Ceramics Studio a Kecskemét (Hongria) i el 1992 per a la inauguració de l'European Ceramic Work Centre a 's-Hertogenbosch (Països Baixos). Les seves obres s'han pogut veure a Arts Santa Mònica de Barcelona, Fundació ”la Caixa” (Madrid, Barcelona i Palma), Lo Pati (Amposta), Museu Nacional do Azulejo (Lisboa), Museu d'Art Contemporani Nakatomi (Japó) i National Museum of History (Taipei, Taiwan). Forma part de nombroses col·leccions públiques i privades com ara les del MACBA, Museu de Ceràmica de Barcelona, Fundació Banc Sabadell, Fundació Vila Casas, Museo de Cerámica (Avilés) i Welle (Paderborn, Alemanya)
Amb Agnès Padrós van crear l'estudi Fràgil de producció de porcellana. Ha treballat per empreses com Vinçon, Pilma o Neocerámica.

## Obra
Rosa Amorós es considera una escultora que empra la ceràmica com a mitjà d'expressió. El nucli principal en què es basa la major part de la seva obra, gira entorn les preguntes essencials que han inquietat a l'home des de l'inici dels mites de la creació, la religió, o l'ésser i la relació amb l'alteritat, fruit de relats mitològics, l'observació de l'entorn i la condició humana.
La major part de les seves creacions fan pensar en les entranyes de l'ésser humà.
Reuneix obres que van des dels inicis dels noranta fins a l'actualitat. Inclou escultura, pintura i obres sobre paper. Dins del terreny de l'escultura veurem que l'argila ha estat el material amb el qual ha treballat més recurrentment, que li ha permès destacar la matèria austera, tosca i desproveïda d'ornaments. Pel que fa a l'obra en dues dimensions, destaca l'obra sobre paper feta amb tinta i guaix, però també presenta una selecció de teles.
La seva darrera exposició és Despojos i dèries (Fundació Suñol) el títol de la qual ja anuncia el caràcter introspectiu i sense tabús de les diferents sales, i avança del que l'artista ens regalarà amb aquesta mostra. L'exposició mostra una síntesi del caràcter de la seva obra, les despulles i les dèries de la seva ànima. Amorós parla dels grans interrogants de la humanitat, però al mateix temps presenta una obra molt personal que mostra algunes de les facetes més íntimes de l'artista.
A principis dels anys vuitanta, Rosa amorós exposava regularment a la Galeria René Metràs, i va ser a través d'aquesta galeria que Josep Suñol comprava regularment algunes obres de l'artista per incorporar-les a la seva col·lecció.
Al llarg de la seva trajectòria ha obtingut diferents beques, com la Dotació d'Art Castellblanch (1969), la que otorga la Direcció General de Belles Arts de Madrid (1982), o la Beca International Ceramics Studio (1991), i entre 1991 i 1992 va estar convidada per l'European Ceramic Work Centrum de Hertogenbosch.
D'altra banda, el Museu del Disseny de Barcelona conserva obra seva i va ser una de les creadores presents a l'exposició Som aquí. Les dones en el disseny 1900-Avui que aquest museu va organitzar l'any 2023.

## Exposicions
Exposicions Individuals:
- 1978. Galeria René Metràs, Barcelona
- 1980. Galeria René Metràs, Barcelona
- 1982. Galeria René Metràs, Barcelona
- 1984. Escola/Museu Municipal de Ceràmica, Avilés
- 1986. Sala Nicanor Piñole, Gijón
- 1988. Galeria René Metràs, Barcelona
- 1990. Galeria René Metràs, Barcelona
- 1991. Galeria Espacio 40, Vitòria
- 1995. Hetjens Museum, Düsseldorf
- 1996. Sala Busquets, Escola Massana, Barcelona
- 1998-99. “El Terrat” Galeria Senda, Barcelona
- 2000. Fundación Antonio Pérez, Conca

Últimes exposicions col·lectives (Des de 1995):
- 1995. 8éme. Bienal de Chateauroux. França
- 1996. “Mostra della Ceramica 1996”. Castellamonte
- 1996. “Cerámica Espanhola dos Arabes a Miro”. Museu Nacional de Azulejo Lisboa
- 1996. “Variacions per a la igualtat”. Pia Almoina de Barcelona
- 1997. “Art pel Cor”. Palau Robert. Barcelona
- 1997. 3r. Certamen de Ceràmica. “Sant Agustí”. Avilés
- 1998. Galeria Karl Van der Voor. Nadal 97. Eivissa
- 1998. “Aigua i Pols de Tarraco” Museu Nacional Arqueològic de Tarragona
- 1998. “Frauen in Europa” Galeria Marianne Heller. Heidelgberg
- Galerie für angerwandte kunst. Múnic
- 1999. "Ceramics of the 20th Century. The Welle collection”. Paderborn
- 1999. Striped House Museum. Tòquio
- 1999. Galerie Franz & Christian Smolik. Viena

## Obres en Museus i col·leccions
Conserven obra de Rosa Amorós diferents museus i col·leccions de Barcelona com la Fundació La Caixa, el diari Avui o el MACBA, així com també la Fundació Vila Casas de Pals. El Museu del Disseny de Barcelona té a la seva col·lecció tres escultures procedents de l’antic Museu de Ceràmica de Barcelona i un conjunt de recipients de bany. Igualment hi ha obra seva a l'International Ceramics Studio de Kecskemét, el Hetjens Museum de Düsselforf, la col·lecció Welle, el Museu del Disseny Den Bosch (antic Museum het Kruithuis) o el Museu de Ceràmica d’Avilés.
Rosa Amorós va ser una de les artistes presents a l'exposició Som aquí. Les dones en el disseny 1900-avui, organitzada el 2023 pel Museu del Disseny de Barcelona, que recuperava les dissenyadores pioneres dels anys 1960, 1970 i 1980 a Catalunya.